# Vidice (district de Kutná Hora)
Pour les articles homonymes, voir Vidice.
Vidice (en allemand : Widitz) est une commune du district de Kutná Hora, dans la région de Bohême-Centrale, en République tchèque. Sa population s'élevait à 242 habitants en 2020.

## Géographie
Vidice se trouve à 8 km au sud-ouest de Kutná Hora et à 57 km à l'est-sud-est de Prague.
La commune est limitée par Suchdol au nord-ouest, par Miskovice au nord, par Malešov à l'est et au sud, par Košice au sud, et par Onomyšl à l'ouest.

## Histoire
La première mention écrite de la localité date de 1303.

## Administration
La commune se compose de cinq quartiers :
- Vidice
- Karlov t. Doubrava
- Nová Lhota
- Roztěž
- Tuchotice

## Transports
Par la route, Vidice se trouve à 9,5 km de Kutná Hora et à 81 km de Prague.